# Margaret Avery
Margaret Avery (født 20. januar 1944) er en amerikansk teater-, tv- og filmskuespiller. Hun begyndte sin karriere, ved at optræde på teater og senere har haft hovedroller i film, bl.a. Cool Breeze (1972),  Hele vejen op (1977), Scott Joplin (1977) og Fisk, fart og rytmekugler (1979).
Avery er bedst kendt for sin præstation som Shug Avery i 1985 i periode dramafilmen Farven Lilla, som hun blev nomineret til en Oscar for bedste kvindelige birolle. Hun fortsatte med at optræde i film, bl.a. Blueberry Hill (1988),  Hvid mands byrde (1995), Welcome Home Roscoe Jenkins (2008) og Meet the Browns (2008). I 2013 spillede Avery rollen som Helen Patterson, hovedpersonens mor i BET-drama serien Being Mary Jane.